# David Plouffe

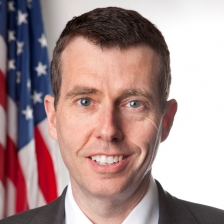
David Plouffe

David Plouffe (* 27. Mai 1967) ist ein Wahlkampfberater der Demokratischen Partei in den Vereinigten Staaten. Er leitete den Wahlkampf von Barack Obama für die Präsidentschaftswahlen 2008.
Plouffe arbeitete ab dem Winter 2000 bis 2002 bei AKP Message & Media und wurde im Februar 2004 Partner der Firma. Im Jahr dazwischen war er strategischer Leiter des erfolglosen Präsidentschaftswahlkampfs von Dick Gephardt.
2011 folgte er David Axelrod als Chefberater im Weißen Haus.
Seit August 2014 als Senior Vice President (SVP) of Policy and Strategy für die Firma Uber tätig.